# Парфений III (патриарх Александрийский)
Патриа́рх Парфе́ний III (греч. Πατριάρχης Παρθένιος Γ, в миру А́рис Койни́дис, греч. Άρης Κοϊνίδης; 30 ноября 1919, Порт-Саид — 23 июля 1996, Аморгос) — епископ Александрийской православной церкви, Папа и Патриарх Александрийский и всея Африки, теолог.

## Биография
30 ноября 1919 в Порт-Саиде в семье, прибывшей с Хиоса.
По окончании греческой школы в Египте учился в духовной семинарии на острове Халки, которую окончил в 1939 году.
В 1939 году рукоположён в сан диакона, с 1940 года — архидиакон. Обучался в аспирантуре в Оксфорде и в Париже.
В январе 1945 году сопровождал Патриарха Александриского Христофора II, который был почётным гостем во время Поместного Собора Русской православной церкви.
В 1948 году Патриархом Христофором II рукоположён в сан священника с возведением в сан архимандрита.
Был избран и 5 декабря 1958 года хиротонисан в митрополита Карфагенского.
С 23 февраля 1987 года — Папа и Патриарх Александрийский и всея Африки.
Активно участвовал в экуменическом движении, был важной фигурой в межрелигиозном диалоге двадцатого века, в том числе диалоге с исламом. Его даже называли «Патриарх диалога». Был президентом Всемирного совета церквей.
Свободно говорил на арабском, греческом, французском, английском и итальянском языках.
Как и его предшественники, непрерывно трудился на миссионерском поприще, главным образом в таких странах как Кения, Заир, Камерун и особенно Уганда. Много сделал для оказания гуманитарной помощи африканскому народу. Основал Кампальскую митрополию на территории Уганды. Постоянно проявлял живое и деятельное участие в изданиях Александрийской патриархии.
В сентябре-октябре 1992 года принимал у себя Патриарха Московского и всея Руси Алексия II. Их беседа была посвящена развитию взаимосвязей и совместных трудов по укреплению всеправославного единства и сотрудничества. Ответный визит Патриарха Парфения III состоялся в мае-июне 1993 года.
30 — 31 июля 1993 года в Стамбуле был участником Собора, который осудил действия Патриарха Иерусалимского Диодора, направленные на создание представительства в Австралии. С Патриархом Диодором было прервано общение, а двое епископов были лишены сана. Вскоре Патриарх Диоскор отказался от этих планов, прещения были сняты, а общение восстановлено.
В мае 1996 года ещё раз посетил Русскую Церковь в связи с празднованием 40-летия подворья Александрийской Православной Церкви в Одессе.
Скоропостижно скончался 23 июля 1996 в Аморгосе от остановки сердца. Тело скончавшегося Патриарха было положено в Монастыре Петраки, затем его тело было перевезено в Афинский кафедральный собор для отпевания. Похоронен в монастыре Святого Георгия в Каире.
22 июля 2016 года в Православном Духовном центре Каира в Гелиополисе состоялся памятный вечер, посвященный памяти почившего Патриарха Парфения III.